# Edersee
De Edersee is een stuwmeer in de Duitse deelstaat Hessen. De stuwdam die het meer afsluit werd in de periode 1908 tot 1914 gebouwd. Het stuwmeer ligt bij de plaats Waldeck in het district Waldeck-Frankenberg. Het riviertje Eder vult dit meer aan.
In de nacht van 16 op 17 mei 1943 werd, als onderdeel van Operatie Chastise, de stuwdam vernietigd door een bomaanval van de Britten. Hierdoor ontstond een enorme verwoesting. Een vloedgolf met golven van 6-8 meter spoelde door de vallei tot wel 30 km stroomafwaarts.

## Elektriciteit
De Waterkrachtcentrale Kraftwerk Hemfurth, heeft een vermogen van 20 MW. De turbines voor deze duurzame energie zitten aan de voet van het stuwmeer. De zogenaamde inlaat heeft een doorsnede van 2,50m en per seconde gaat er 54m3 water doorheen.

## Fauna
De Edersee is een zeer visrijk stuwmeer. Enkele vissoorten die in het stuwmeer leven zijn:
- Snoekbaars (Stizostedion lucioperca)
- Snoek (Esox lucius)
- Atlantische zalm (Salmo salar)
- Beekforel (Salmo trutta fario)
- Regenboogforel (Oncorhynchus mykiss)
- Beekridder (Salvelinus alpinus)
- Kroeskarper (Carassius carassius)
- Europese meerval (Silurus glanis)
- Kolblei (Blicca bjoerkna)
- Bittervoorn (Rhodeus sericeus amarus)
- Sterlet (Acipenser ruthenus)
- Spiering (Osmerus eperlanus)
- Paling (Anguilla anguilla)
- Beekprik (Lampetra planeri)

## Fotogalerij

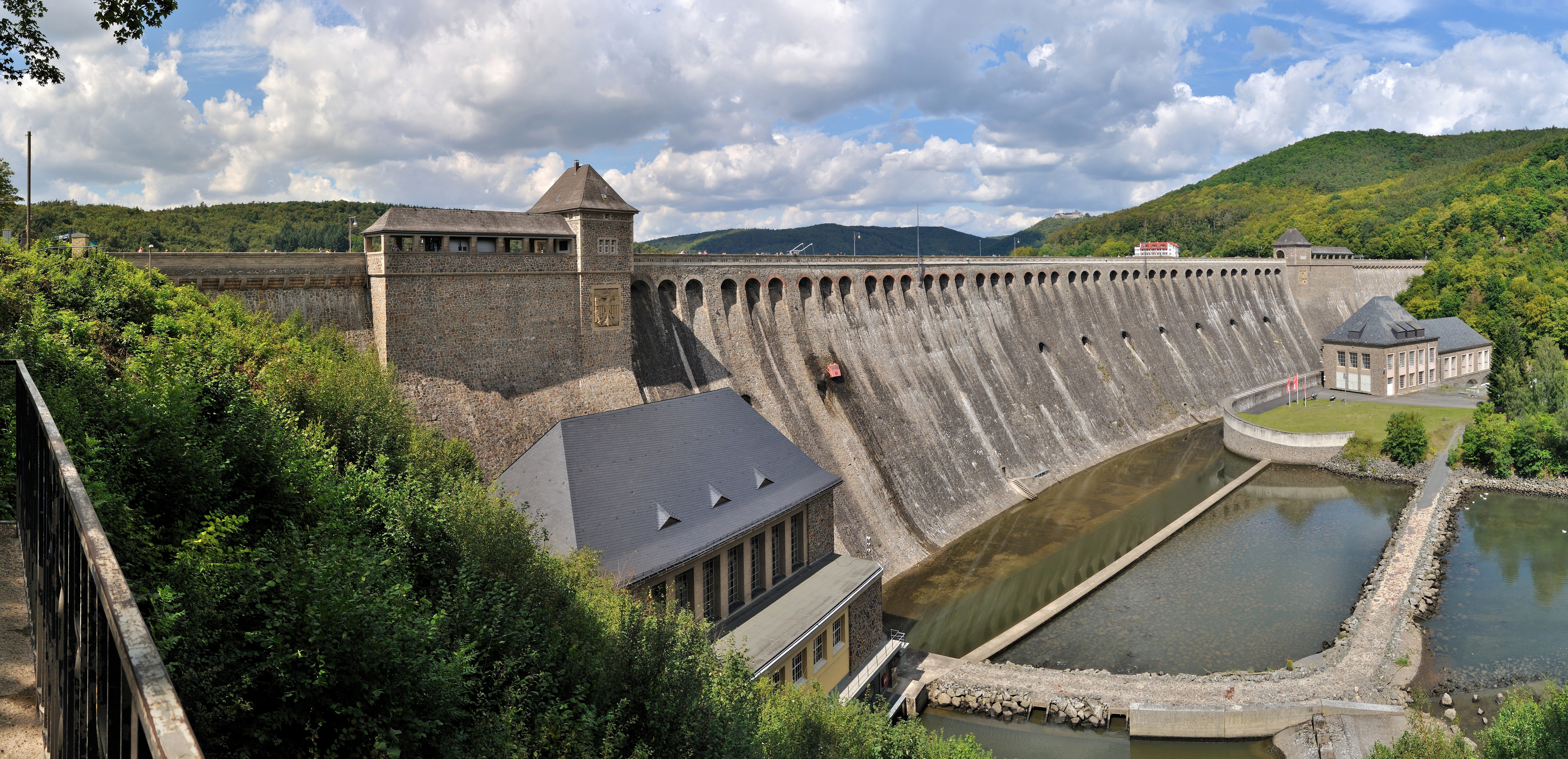
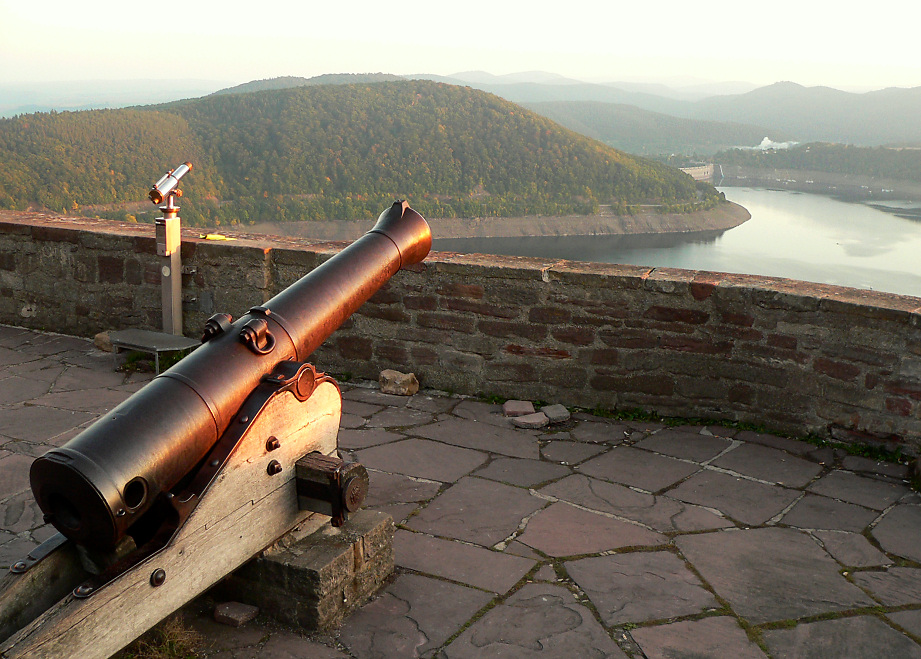
Slot Waldeck aan de Edersee
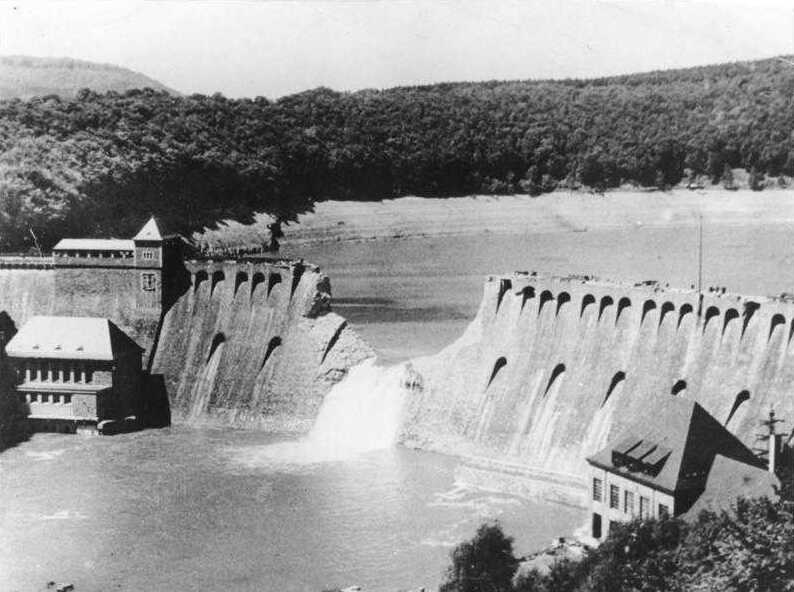
stuwdam na het bombardement van 1943
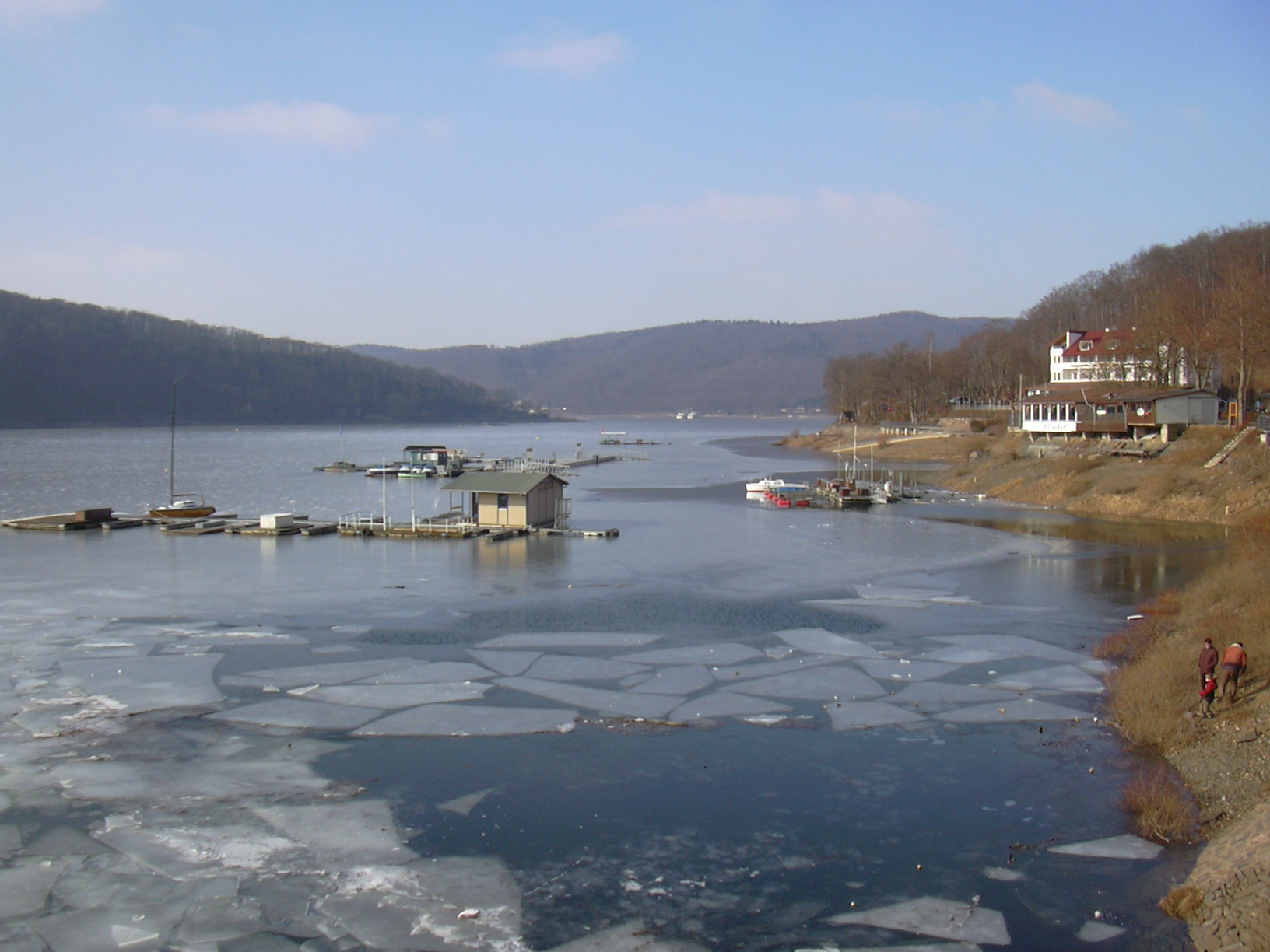
dichtgevroren
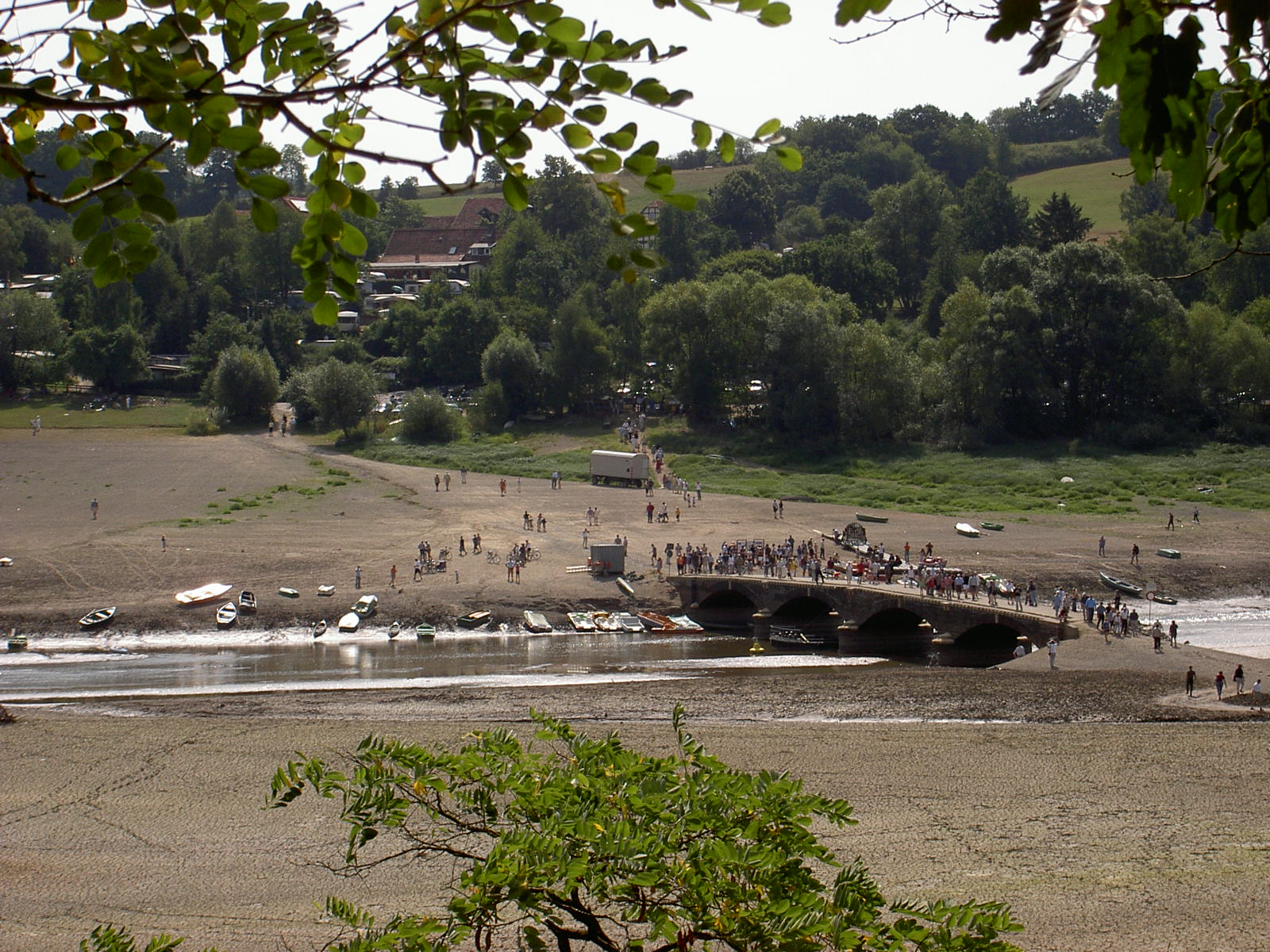
drooggevallen